# Maria Oliwia od Ciała Mistycznego Bonaldo
Maria Oliwia od Ciała Mistycznego Bonaldo (ur. 26 marca 1893 w Castelfranco Veneto, Treviso, zm. 10 lipca 1976 w Rzymie) – włoska Czcigodna Służebnica Boża Kościoła katolickiego.

## Życiorys
Maria Oliwia od Ciała Mistycznego Bonaldo urodziła się 26 marca 1893 roku. W 1904 roku jej matka zmarła po narodzinach dziewiątego dziecka. W dniu 5 października 1920 roku wstąpiła jako postulantka do instytutu Sióstr Miłosierdzia Kanosjanek. Założyła instytut Córek Kościoła. Zmarła 10 lipca 1976 roku mając 83 lata. Obecnie trwa jej proces beatyfikacyjny. 9 grudnia 2013 roku papież Franciszek ogłosił ją Czcigodną.